# Реакція Фішера Е.
Реакція Фішера Е. (англ. Fischer E. reaction) —
- 1. Відновлення солей діазонію сульфітами лужних металів у нейтральних або лужних середовищах до арилгідразиндисульфокислот з наступним кислотним гідролізом їх в арилгідразини.

Ar–N2+X– —a→ [Ar–N=N–SO3Na] —b→ Ar–N(SO3Na)–NH(SO3Na) —c→ ArNHNH2
a: Na2SO3, H2O, 0 °С; b: Na2SO3; c: H+
- 2. Утворення озазонів при дії арилгідразинів на моносахариди (при нагріванні).

–CHOH–CHOH–CHO + ArNHNH2·HCl —a→ –CHOH–C(NNHAr)–HC=NNHAr a: NaOAc, H2O.
- 3. Взаємодія альдегідів зі спиртами в кислому середовищі при нагріванні з утворенням ацеталів.

RCHO + 2 ROH —a→ RCH(OR)2 a: H+, t

Синтез iндолiв внутрiмолекулярною конденсацiєю арилгiдразонiв альдегiдiв або кетонiв пiд дiєю кислотних агентiв

4. Синтез індолів внутрімолекулярною конденсацією арилгідразонів альдегідів або кетонів під дією кислотних агентів при нагріванні:
Реакція застосовується в комбінаторній хімії.